# Trocherateina dilatata
Trocherateina dilatata är en fjärilsart som beskrevs av W. Warren 1900. Trocherateina dilatata ingår i släktet Trocherateina och familjen mätare. Inga underarter finns listade i Catalogue of Life.